# RWD Molenbeek
Az RWD Molenbeek belga labdarúgócsapat volt Brüsszel városában. Az egyesületet 1909-ben alapították. 2002-ben egyesült az RWDM Brussels-sel.
A klub legnagyobb sikerét az 1974–75-ös szezonban érte el, amikor megszerezték az első osztály bajnoki trófeáját.

## Sikerei, díjai
Jupiler League
- Bajnok (1): 1974–75

Challenge League
- Győztes (6): 1923–24, 1933–34, 1964–65, 1984–85, 1989–90, 2022–23

Belga Kupa
- Döntős (1): 1968–69

## Fordítás
Ez a szócikk részben vagy egészben  a   R.W.D. Molenbeek (1909) című angol Wikipédia-szócikk fordításán alapul.  Az eredeti cikk szerkesztőit annak laptörténete sorolja fel. Ez a jelzés csupán a megfogalmazás eredetét és a szerzői jogokat jelzi, nem szolgál a cikkben szereplő információk forrásmegjelöléseként.